# 長崎夏海
長崎 夏海（ながさき なつみ、1961年 - 2024年12月30日）は、日本の児童文学作家。

## 略歴
東京都文京区湯島生まれ。10歳から北区赤羽に移る。東京都立城北高等学校卒業。図書館、ファッションモデル、喫茶店などのアルバイトを経て作家デビュー。『季節風』同人。
1999年『トゥインクル』で第40回日本児童文学者協会賞受賞。2015年『クリオネのしっぽ』で第30回坪田譲治文学賞受賞。
2006年に沖永良部島に移住。
2024年12月30日、咽頭がんのため鹿児島県の病院で死去。63歳没。

## 著書
- 『A day』（アリス館） 1986
- 『バレンタインのチョコのあじ』（茂木智里絵、岩崎書店） 1988
- 『パッチンどめはだれにもあげない』（茂木智里絵、岩崎書店） 1988
- 『たんじょう日にはひまわり』（茂木智里絵、岩崎書店） 1989
- 『バナナパイ、すき?』（大沢幸子絵、講談社） 1990
- 『ほんとにほんと?』（鈴木びんこ絵、文渓堂） 1991
- 『ぎゅんとしてわくわく』（鈴木びんこ絵、新日本出版社） 1992
- 『ハート&ソール』（茂木智里絵、民衆社、手をつなぐ中学生の本） 1992
- 『ようかいやかた、すき?』（大沢幸子絵、講談社） 1992
- 『あめのひはすてき』（小倉正巳絵、文渓堂、まいにちがだいすきシリーズ） 1993
- 『クリスマスにはとおまわり』（小倉正巳絵、文渓堂、まいにちがだいすきシリーズ） 1993
- 『じんとしてどきどき』（鈴木びんこ絵、新日本出版社） 1993
- 『なつのおしゃべり』（小倉正巳絵、文渓堂、まいにちがだいすきシリーズ） 1993
- 『夏の鼓動』（偕成社） 1994
- 『ぴらぴら』（佐藤真紀子絵、草土文化） 1994
- 『マイ・ネイム・イズ…』（福間晴耕画、ポプラ社） 1995
- 『ちきゅうのなかみ』（篠崎三朗絵、小峰書店） 1996
- 『つめのなかのきんぎょ』（佐藤真紀子絵、ポプラ社） 1996
- 『トラックママろっくんろーる』（鈴木びんこ絵、新日本出版社） 1997
- 『土星のわっか』（佐藤真紀子絵、佼成出版社） 1998
- 『うちゅうのはて』（鈴木びんこ絵、国土社） 1999
- 『だいあもんど』（佐藤真紀子絵、新日本出版社、風の文学館） 1999
- 『トゥインクル』（杉田比呂美絵、小峰書店） 1999
- 『青い惑星』（鈴木びんこ画、学習研究社） 2001
- 『悪魔とドライブ』（神山ますみ絵、小峰書店） 2001
- 『ポケットタイガー』（佐藤真紀子絵、佼成出版社） 2001
- 『れいとうロボット』（桔川伸絵、新日本出版社） 2001
- 『あかいきりん』（小倉正巳絵、小峰書店） 2003
- 『空にふく風』（佐藤真紀子絵、汐文社） 2003
- 『星のふるよる』（長野ともこ絵、ポプラ社） 2004
- 『あおいじかん』（小倉正巳絵、小峰書店） 2005
- 『いちばん星、みっけ! ミナモとキースケのたからさがし』（佐藤真紀子絵、ポプラ社） 2005
- 『びゅーん!こがらし一ごう ミナモとキースケのたからさがし』（佐藤真紀子絵、ポプラ社） 2005
- 『ゆうやけこやけぐるりんぱ』（はまのゆか絵、ポプラ社） 2005
- 『はっぱらっぱのお月さま ミナモとキースケのたからさがし』（佐藤真紀子絵、ポプラ社） 2006
- 『ライム』（雲母書房） 2006
- 『ゆうやけごはんいただきます』（長谷川知子絵、ポプラ社） 2007
- 『あらしのよるのばんごはん』（Shinzi Katoh 絵、ポプラ社） 2008
- 『ふねにのっていきたいね』（おくはらゆめ絵、ポプラ社） 2010
- 『おなかがギュルン』（おくはらゆめ絵、新日本出版社） 2012
- 『長崎夏海の直球勝負』（プラス通信社） 2012
- 『クリオネのしっぽ』（佐藤真紀子絵、講談社） 2014